# Jens Libbe
Jens Libbe (* 1962 in Rotenburg (Wümme)) ist ein deutscher Wirtschaftswissenschaftler und Stadtforscher.

## Leben
Libbe wuchs in Hemslingen, Niedersachsen auf. Nach Ausbildung und Zivildienst studierte er von 1985 bis 1990 Volkswirtschaftslehre und Sozialökonomie in Hamburg und promovierte an der Universität Leipzig.
Im Anschluss an sein Studium arbeitete er ab 1990 an der Hochschule für Wirtschaft und Politik (HWP), Hamburg, zu energiepolitischen Fragestellungen des Landes Hamburg. Im Jahr 1991 wechselte Libbe an das Deutsche Institut für Urbanistik (Difu) in Berlin, wo er zahlreiche insbesondere auch inter- und transdisziplinäre Forschungsprojekte verantwortet hat. Seit 2015 leitet Libbe am Difu den Forschungsbereich „Infrastruktur, Wirtschaft und Finanzen“. Seit 2024 ist er Mitglied der Institutsleitung.
Seine Forschungsschwerpunkte sind Nachhaltige Stadtentwicklung und urbane Transformationen. In seiner wissenschaftlichen Arbeit befasst sich Libbe im Schwerpunkt mit städtischen Infrastrukturen und kommunaler Daseinsvorsorge, vorrangig in den Bereichen Energie, Wasser sowie Digitalisierung und Smart City. Darüber hinaus verantwortet er die wissenschaftliche Begleitung großer Programme der Stadtforschung.
Libbe ist unter anderem Mitglied der Deutschen Akademie für Städtebau und Landesplanung (DASL), der Gesellschaft für partizipative und transdisziplinäre Forschung sowie Netzwerkpartner der Akademie für Raumentwicklung in der Leibniz-Gemeinschaft (ARL). Regelmäßig wirkt er in Beiräten, Förderausschüssen und Jurys mit und gibt Vorlesungen an Universitäten und Hochschulen.

## Publikationen (Auswahl)

### Als Herausgeber
- mit Stephan Tomerius und Jan Hendrik Trapp: Liberalisierung und Privatisierung kommunaler Aufgabenerfüllung. Soziale und umweltpolitische Perspektiven im Zeichen des Wettbewerbs. Difu: Berlin 2002, ISBN 978-3-88118-333-8.
- mit Thomas Kluge: Transformation netzgebundener Infrastruktur. Strategien für Kommunen am Beispiel Wasser. (=DIFU-Beiträge zur Stadtforschung, Bd. 45.), Difu, Berlin 2006, ISBN 978-3-88118-411-3.
- mit Thomas Kluge: Transformationsmanagement für eine nachhaltige Wasserwirtschaft. Handreichung zur Realisierung neuartiger Infrastrukturlösungen im Bereich Wasser und Abwasser. Difu, Berlin 2010, ISBN 978-3-88118-488-5

### Als Autor
- mit Jan Hendrik Trapp und Stephan Tomerius: Gemeinwohlsicherung als Herausforderung – umweltpolitisches Handeln in der Gewährleistungskommune. Theoretische Verortung der Druckpunkte und Veränderungen in Kommunen. (= netWORKS_Papers Nr. 8), Berlin 2004, ISBN 978-3-88118-372-7.
- mit Ulrich Scheele: Räumliche Aspekte von Qualitäts- und Versorgungsstandards in der deutschen Wasserwirtschaft. In: Informationen zur Raumentwicklung. (IzR), Themenheft 1 / 2 2008 (Infrastruktur und Daseinsvorsorge in der Fläche). Bonn 2008, S. 101–112.
- mit Hadia Köhler und Klaus J. Beckmann: Infrastruktur und Stadtentwicklung. Technische und soziale Infrastrukturen – Herausforderungen und Handlungsoptionen für Infrastruktur- und Stadtplanung. Difu, Berlin 2010, ISBN 978-3-88118-483-0.
- Rekommunalisierung – empirische Belege und Einordnung in den ökonomischen und rechtlichen Bezugsrahmen. In: Verwaltung und Management 18. Jg. (2012) Heft 1, S. 21–33; doi:10.5771/0947-9856-2012-1-21
- mit Klaus J. Beckmann: Orientierungen für kommunale Planung und Steuerung. Ein Handlungsleitfaden. Difu, Berlin 2014, ISBN 978-3-88118-529-5.
- mit Robert Riechel, Sven Koritkowski und Matthias Koziol: Kommunales Transformationsmanagement für die lokale Wärmewende. TransStadt Leitfaden. Difu, Berlin 2017, ISBN 978-3-88118-586-8.
- Smart City, in Rink, Dieter und Annegret Haase (Hrsg.): Handbuch Stadtkonzepte. Analysen, Diagnosen, Kritiken und Visionen, Stuttgart 2018, S. 429–449, ISBN 978-3-82524955-7
- mit Bettina Brohmann, Dirk Arne Heyen, Robert Riechel, Henrik Scheller und Jan Trapp: Vom Stadtumbau zur städtischen Transformationsstrategie. (= BBSR-Online Publikation Nr. 09/2020), BBSR, Bonn 2020
- mit Annette Spellerberg, Klaus J., Beckmann, Emilia M. Bruck, Dirk Engelke und Florian Koch (2024). Stadt- und Raumentwicklung mithilfe Künstlicher Intelligenz?! Eine Einführung. disP - The Planning Review, 60 (4), 15–31; doi:10.1080/02513625.2024.2510112.